# William Morris (tir sportif)
Pour les articles homonymes, voir William Morris (homonymie) et Morris.
William Morris, né le 27 juin 1939 à Fairfax (Oklahoma), est un tireur sportif américain.

## Palmarès

### Jeux olympiques d'été
- Jeux olympiques d'été de 1964 de Tokyo
  -  Médaille de bronze en fosse olympique[1]